# 国際公務労連
国際公務労連（こくさいこうむろうれん、英語：Public Services International、略称：PSI）は、公共部門労働者の国際的な労働組合連合組織である。世界156ヵ国、635の労働組合が加盟しており、約2,000万人の公共部門労働者数となっている。
国際労働機関（ILO）に公共部門を代表する非政府組織（NGO）として公式に認定されている。国際連合経済社会理事会（ECOSOC）の諮問資格を有し、国際連合教育科学文化機関（UNESCO：ユネスコ）、国際連合貿易開発会議（UNCTAD）といった国際連合機関でもオブザーバーの資格を持っている。

## PSI加盟組合日本協議会
1988年7月22日に発足したPSI加盟組合日本協議会（略称PSI-JC）には、PSIに加盟する日本の組合で構成されている。

### 登録組織および人員
- 全日本自治団体労働組合（自治労）…700,000人
- 国公関連労働組合連合会（国公連合）…100,000人
- 全日本水道労働組合（全水道）…25,000人
- 全国消防職員協議会（全消協）…12,000人
- 保健医療福祉労働組合協議会（ヘルスケア労協）…2,500人